# Kurt Wolf
Kurt Wolf (13. února 1915 Lipník nad Bečvou – 9. března 1943 Arťuchovka) byl český Žid a příslušník zahraničního odboje v období druhé světové války.

## Život

### Před druhou světovou válkou
Kurt Wolf se narodil 13. února 1915 v Lipníku nad Bečvou v česko-židovské rodině Bertholda a Růženy Wolfových. Jeho rodina se přestěhovala do Mohelnice, kde vychodil obecnou školu a byl členem Sokola. Následně vystudoval Zemské reálné gymnázium v Litovli, kde v roce 1935 i odmaturoval. V roce 1933 se jeho rodina přestěhovala do Olomouce. Téměř dokončil studila na Lékařské fakultě Masarykovy univerzity.

### Druhá světová válka
Po německé okupaci nedlouho před promocí opustil Kurt Wolf Protektorát Čechy a Morava, kde docházelo k zavádění rasových zákonů, a odešel do Polska, kde v Krakově vstoupil do zde vznikající československé zahraniční jednotky. Po pádu Polska v září 1939 padl do sovětské internace, kde začal pracovat jako lékař nebo pedagog v Kazachstánu. Po vzniku československé jednotky na jeho území do ní v únoru 1942 v Buzuluku jako jeden z prvních vstoupil. Byl mu nabídnut post mezi zdravotníky, ale odmítl a vstoupil do bojových jednotek. Absolvoval důstojnickou školu a byl ustanoven velitelem družstva ve 2. pěší rotě pod velením npor. Jana Kudliče. Kromě toho zastával funkci osvětového poddůstojníka. Padl 9. března 1943 během Bitvy u Sokolova. Během palby z kulometu byl smrtelně zasažen granátem z německého minometu u vesnice Arťuchovka. Alexandr Beer se jej sám zraněný neúspěšně pokoušel dostat přes zamrzlou řeku do týlu, Kurt Wolf nakonec ukončil svůj život sám ranou z pušky. Dosáhl hodnosti četaře, pohřben byl v Sokolovu.

## Rodina
Rodiče Kurta Wolfa, jeho bratr Otto Wolf a sestra Felicitas nenastoupili v roce 1942 do transportu a do konce druhé světové války se díky pomoci místních lidí ukrývali v okolí Tršic a Zákřova. Kurtův bratr Otto, který si psal deník, se konce války nedožil. Zahynul společně s dalšími během Zákřovského masakru. Jeho deník byl v letech 1997 a 2011 vydán knižně. Jeho otec Bethold Wolf pracoval po válce jako kantor pro Židovskou obec v Olomouci, sestra Felicitas emigrovala po roce 1968 do Spojených států amerických. Ottův deník vzala s sebou a věnovala jej United States Holocaust Memorial Museum ve Washingtonu D. C.

## Posmrtná ocenění

### Vyznamenání
- Řád Bílého lva za vítězství I. stupně
- Československý válečný kříž 1939
- Řád rudého praporu
- 2014 Stříbrný jehlan města Mohelnice

### Další ocenění
- Kurt Wolf byl in memoriam povýšen do hodnosti poručíka
- Kurtu Wolfovi byl v roce 1947 in memoriam přiznán titul MUDr.
- V roce 1947 byla bratrům Kurtovi a Ottovi Wolfovým v nádražní ulici v Mohelnici odhalena pamětní deska[4]
- Kurtu Wolfovi byla na jeho rodném domě Lipníku nad Bečvou odhalena pamětní deska, jemu a plk. Stanislavu Livečkovi byla odhalena pamětní deska i na domě čp. 68 v Křížkovského ulici[5]